# Abudefduf abdominalis
Abudefduf abdominalis és una espècie de peix de la família dels pomacèntrids i de l'ordre dels perciformes que es troba des de Hawaii fins a la Polinèsia central.
Els mascles poden assolir els 30 cm de longitud total.